# 劝返
劝返是中华人民共和国的一个司法术语。指各级检察院以减轻处罚的承诺，说服外逃至与中国没有签订引渡条约的国家和地区的犯罪嫌疑人回国。劝返的对象通常是涉嫌贪污罪的犯罪嫌疑人（即所谓贪官），检察院通过这种方式，减少因没有签订司法引渡条例而造成的不利局面。

## 成功的例子
- 北京市公安局网监处处长于兵
- 猎狐2014专项行动